# António Augusto Carvalho Monteiro
 (janvier 2023).
António Augusto Carvalho Monteiro (né en 1848 à Rio de Janeiro et mort en 1920 à Sintra) est un homme d'affaires, collectionneur, bibliophile et entomologiste brésilien.
Issue d'une famille portugaise fortunée, il s'installe au Portugal. Connue pour sa collection sur le poète Luís de Camões, il l'est encore plus pour la résidence qu'il a fait construire : le palais de la Regaleira.
Il est enterré au cimetière de Prazeres.